# Clusia discolor
Clusia discolor är en tvåhjärtbladig växtart som beskrevs av José Cuatrecasas. Clusia discolor ingår i släktet Clusia och familjen Clusiaceae. Inga underarter finns listade i Catalogue of Life.